# Схот, Джо
Якобюс Йоханнес (Джо) Схот (нидерл. Jacobus Johannes "Jo" Schot; 22 июня 1894, Мидделбург — 19 июля 1923, там же) — нидерландский футболист, игравший на позиции центрального нападающего. Наиболее известен как игрок клуба НАК, в составе которого в 1921 году выиграл чемпионат Нидерландов.
Начинал карьеру в клубе «Зеландия», который в 1916 году после слияния получил название Мидделбургское футбольное и атлетическое объединение. В 1920 году перешёл в клуб НАК — за три сезона провёл 68 матчей и забил столько же голов. В составе сборной Нидерландов сыграл один товарищеский матч.
Погиб в результате несчастного случая, получив смертельные ранения после падения с крыши.

## Личная жизнь
Якобюс Йоханнес родился в июне 1894 года в городе Мидделбург. Мать — Паулина Схот, была незамужней женщиной, отец — неизвестен. Документально известно, что Паулина в октябре 1892 года родила дочь по имени Йоханна Якоба, которая умерла спустя 14 дней после рождения, а в августе 1896 года родила сына Яна. В возрасте 13 лет остался без матери, которая умерла в психиатрической больнице в Ден-Долдере в провинции Утрехт, поэтому его воспитанием занимался дед Джо Блик.
Работал водопроводчиком. Схот женился в возрасте двадцати трёх лет — его избранницей стала Нелтье ван ден Дрис, уроженка небольшой деревне 'с-Гер Арендскерке с юго-запада Нидерландов. Их брак был зарегистрирован 10 мая 1918 года в муниципалитете Восточный и Западный Субюрг.
19 июля 1923 года во время проведения ремонтных работ Джо упал с крыши церкви Коркерк в Мидделбурге. В тяжёлом состоянии он был доставлен в больницу, где и скончался. На тот момент у него была беременная жена и двое детей. Его похороны состоялись 23 июля в Мидделбурге, среди участников траурной процессии были игроки клуба НАК, а также представители различных футбольных ассоциаций. В августе НАК провёл серию матчей, выручка от которых была передана вдове Схота.

## Матчи и голы за сборную
| № | Дата           | Оппонент  | Д / Г | Счёт | Голы | Соревнование      |
| - | -------------- | --------- | ----- | ---- | ---- | ----------------- |
| 1 | 19 ноября 1922 | Швейцария | Г     | 5:0  | —    | Товарищеский матч |

Итого: 1 матч / 0 голов; 1 поражение.

## Достижения
НАК
- Чемпион Нидерландов: 1920/21